# Wilder Penfield
Wilder Graves Penfield, född 26 januari 1891, död 5 april 1976, var en amerikansk-kanadensisk föregångare inom neurokirurgin. Han vidareutvecklade metoderna för hjärnkirurgi bland annat genom att kartlägga vilka funktioner som finns i respektive region av hjärnan, till exempel i hur olika delar av kroppen hanteras av specifika delar av hjärnbarken, så att det uppstår som en avbildning av kroppen i hjärnan. Hans bidrag till vetenskapen om stimulering av nerver sträcker sig över flera områden, till exempel hallucinationer, illusioner och déjà vu-upplevelser. Penfield ägnade mycket av sitt tänkande åt mentala processer, inklusive åt att fundera på om det finns någon vetenskaplig grund för existensen av människans själ.